# Football Club Lugano 2017-2018
Questa voce raccoglie le informazioni riguardanti il Football Club Lugano nelle competizioni ufficiali della stagione 2017–2018.

## Maglie e sponsor
Lo sponsor tecnico per la stagione 2017-2018 è Acerbis, mentre il main sponsor sulla maglia è AIL
| Casa | Trasferta | Terza Maglia |

## Organigramma societario
Dal sito web della società.
Area direttiva
- Presidente:Angelo Renzetti

Area organizzativa
- Team manager: Giovanni Manna
- Magazziniere: Flavio Lodigiani

Area tecnica
- Direttore sportivo:
- Allenatore: Pierluigi Tami, da aprile Guillermo Abascal
- Allenatore in seconda: Walter Samuel, da aprile Mattia Croci-Torti
- Preparatore atletico: Nicholas Townsend
- Preparatore dei portieri: Luca Redaelli

Area sanitaria
- Medici sociali: Ferdinando Battistella, Cristiano Bernasconi, Marco Valcarenghi
- Massaggiatori: Vittorio Bruni Prenestino
- Fisioterapista: Martino Donati, Jacopo Soranzo
- Massoterapista: Yuri Scannapieco

## Rosa
Aggiornata al 23 agosto 2017.
| N. |                     | Ruolo | Calciatore                    |
| -- | ------------------- | ----- | ----------------------------- |
| 1  | Svizzera (bandiera) | P     | David Da Costa                |
| 3  | Croazia (bandiera)  | D     | Goran Jozinović               |
| 4  | Svizzera (bandiera) | D     | Marco Padalino                |
| 5  | Serbia (bandiera)   | D     | Vladimir Golemić              |
| 6  | Croazia (bandiera)  | D     | Dominik Kovačić               |
| 7  | Marocco (bandiera)  | A     | Younes Bnou Marzouk           |
| 8  | Svizzera (bandiera) | C     | Davide Mariani                |
| 9  | Croazia (bandiera)  | A     | Antonini Čulina               |
| 10 | Svizzera (bandiera) | C     | Mattia Bottani                |
| 11 | Brasile (bandiera)  | A     | Junior                        |
| 12 | Svizzera (bandiera) | D     | Silvano Schäppi               |
| 14 | Uruguay (bandiera)  | C     | Jonathan Sabbatini (capitano) |
| 17 | Ungheria (bandiera) | C     | Bálint Vécsei                 |

| N. |                           | Ruolo | Calciatore            |
| -- | ------------------------- | ----- | --------------------- |
| 18 | Italia (bandiera)         | C     | Mario Piccinocchi     |
| 19 | Svezia (bandiera)         | A     | Alexander Gerndt      |
| 20 | Serbia (bandiera)         | C     | Radomir Milosavljević |
| 21 | Austria (bandiera)        | A     | Marc Janko            |
| 22 | Svizzera (bandiera)       | D     | Steve Rouiller        |
| 23 | RD del Congo (bandiera)   | P     | Joël Kiassumbua       |
| 24 | Italia (bandiera)         | C     | Cristian Ledesma      |
| 28 | Svizzera (bandiera)       | D     | Fulvio Sulmoni        |
| 33 | Slovenia (bandiera)       | C     | Domen Črnigoj         |
| 34 | Svizzera (bandiera)       | C     | Stefano Guidotti      |
| 91 | Svizzera (bandiera)       | C     | Dragan Mihajlović     |
| 95 | Italia (bandiera)         | A     | Carlo Manicone        |
| 96 | Costa d'Avorio (bandiera) | D     | Eloge Yao             |

## Calciomercato

### Sessione estiva
| Acquisti | Acquisti              | Acquisti       | Acquisti   |
| R.       | Nome                  | da             | Modalità   |
| -------- | --------------------- | -------------- | ---------- |
| P        | David Da Costa        | Novara         | definitivo |
| P        | Joël Kiassumbua       | Wohlen         | definitivo |
| D        | Cristian Andreoni     |                | definitivo |
| D        | Eloge Yao             | Inter          | definitivo |
| D        | Dominik Kovačić       | NK Zagabria    | definitivo |
| D        | Luca Crescenzi        | Pisa           | definitivo |
| D        | Silvano Schäppi       | Wil            | definitivo |
| C        | Radomir Milosavljević | Mladost Lučani | definitivo |
| C        | Mario Piccinocchi     | Vicenza        | definitivo |
| C        | Mattia Bottani        | Wil            | definitivo |
| A        | Younes Bnou Marzouk   | Juventus       | definitivo |
| A        | Carlo Manicone        | Empoli         | definitivo |
| A        | Alexander Gerndt      | Young Boys     | definitivo |

| Cessioni | Cessioni          | Cessioni       | Cessioni       |
| R.       | Nome              | a              | Modalità       |
| -------- | ----------------- | -------------- | -------------- |
| P        | Mirko Salvi       | Basilea        | fine prestito  |
| P        | Francesco Russo   | Chiasso        | prestito       |
| D        | Orlando Urbano    | Chiasso        | definitivo     |
| D        | Bruno Martignoni  | Chiasso        | definitivo     |
| D        | Eray Cümart       | Basilea        | fine prestito  |
| D        | Luca Crescenzi    | Vicenza        | prestito       |
| C        | Antoine Rey       | Chiasso        | fine contratto |
| C        | José Machin       | Roma           | fine prestito  |
| C        | Mario Piccinocchi | Vicenza        | fine prestito  |
| A        | Assan Ceesay      | Chiasso        | prestito       |
| A        | Ofir Mizrachi     | Maccabi Haifa  | fine prestito  |
| A        | Armando Sadiku    | Zurigo         | fine prestito  |
| A        | Lorenzo Rosseti   | Juventus       | fine prestito  |
| A        | Andrés Ponce      | Sampdoria      | fine prestito  |
| A        | Ezgjan Alioski    | Leeds Utd      | definitivo     |
| D        | Cristian Andreoni | Bassano Virtus | prestito       |

### Sessione invernale
| Acquisti | Acquisti        | Acquisti     | Acquisti   |
| R.       | Nome            | a            | Modalità   |
| -------- | --------------- | ------------ | ---------- |
| D        | Jetmir Krasniqi | Chiasso      | definitivo |
| A        | Marc Janko      | Sparta Praga | definitivo |

| Cessioni | Cessioni              | Cessioni    | Cessioni                         |
| R.       | Nome                  | a           | Modalità                         |
| -------- | --------------------- | ----------- | -------------------------------- |
| D        | Dominik Kovačić       | -           | rescissione contratto            |
| D        | Goran Jozinović       | -           | rescissione contratto            |
| C        | Radomir Milosavljević | Larissa     | definitivo                       |
| A        | Antonini Čulina       | KS Cracovia | definitivo                       |
| A        | Younes Bnou Marzouk   | Dalkurd     | Prestito con diritto di riscatto |

## Partite

### Super League

#### Girone di andata
| Arbitro: | Bieri |

|           |           |  |
| Jurić 81’ | Marcatori |  |

| Arbitro: | Amhof |

|  |           |           |
|  | Marcatori | 83’ Ajeti |

| Lugano 5 agosto 2017, ore 19:00 CEST 3ª giornata | Lugano | 0 – 0 | Zurigo | Stadio Cornaredo (4 510 spett.)\| Arbitro: \| San \| |
| Arbitro:                                         | San    |       |        |                                                      |

| Arbitro: | Klossner |

|                           |           |                                      |
| Kololli 17’ Margiotta 82’ | Marcatori | 12’ Marzouk 53’ Rouiller 85’ Mariani |

| Arbitro: | Jaccottet |

|                            |           |            |
| van Wolfswinkel 62’ (rig.) | Marcatori | 86’ Junior |

| Arbitro: | Hänni |

|                                                   |           |               |
| Črnigoj 4’ Gerndt 27’, 59’ Sabbatini 90+2’ (rig.) | Marcatori | 44’ Spielmann |

| Arbitro: | San |

|                           |           |  |
| Nsame 43’, 70’ Assalé 66’ | Marcatori |  |

| Arbitro: | Erlachner |

|             |           |                              |
| Golemić 87’ | Marcatori | 52’ M. Schneuwly 73’ Lenjani |

| Arbitro: | Tschudi |

|  |           |                                               |
|  | Marcatori | 38’ (rig.) Sigurjónsson 77’ Bajrami 80’ Pusic |

| Arbitro: | Fähndrich |

|                                          |           |  |
| Daprelà 20’ (aut.) Frey 51’ Pa Modou 89’ | Marcatori |  |

| Arbitro: | Erlachner |

|  |           |                                                  |
|  | Marcatori | 19’ Petretta 39’ Ajeti 74’ Elyounoussi 80’ Itten |

| Arbitro: | Klossner |

|                    |           |                       |
| Uçan 10’ Cunha 71’ | Marcatori | 8’ Junior 86’ Mariani |

| Arbitro: | Amhof |

|            |           |  |
| Gerndt 24’ | Marcatori |  |

| Arbitro: | Schnyder |

|            |           |             |
| Lauper 51’ | Marcatori | 21’ Mariani |

| Arbitro: | San |

|  |           |                          |
|  | Marcatori | 72’ Sabbatini 84’ Junior |

| Arbitro: | Erlachner |

|                |           |                          |
| Rouiller 90+1’ | Marcatori | 83’ Sulejmani 85’ Schick |

| Arbitro: | Fähndrich |

|  |           |             |
|  | Marcatori | 68’ Sulmoni |

| Arbitro: | Schärer |

|              |           |                  |
| Sabbatini 3’ | Marcatori | 24’, 35’ Kololli |

#### Girone di ritorno
| Arbitro: | Tschudi |

|  |           |                         |
|  | Marcatori | 58’ Junior 90+5’ Gerndt |

| Arbitro: | Schärer |

|  |           |           |
|  | Marcatori | 6’ Gerndt |

| Arbitro: | Schnyder |

|            |           |  |
| Gerndt 14’ | Marcatori |  |

| Arbitro: | Erlachner |

|               |           |  |
| Mariani 45+2’ | Marcatori |  |

| Arbitro: | Tschudi |

|                                            |           |  |
| Kukuruzović 39’ Sigurjónsson 63’ Itten 88’ | Marcatori |  |

| Arbitro: | Fähndrich |

|                      |           |                                             |
| Bottani 5’ Janko 86’ | Marcatori | 10’ Nsame 30’ Assalé 78’ Schick 90’ Bertone |

| Arbitro: | Tschudi |

|                                  |           |  |
| Rohner 9’ Nef 15’ Marchesano 19’ | Marcatori |  |

| Arbitro: | Erlachner |

|            |           |                  |
| Junior 71’ | Marcatori | 41’, 76’ Schürpf |

| Arbitro: | Hänni |

|                     |           |            |
| Enzo 21’ Zárate 66’ | Marcatori | 33’ Junior |

| Arbitro: | Tschudi |

|  |           |                 |
|  | Marcatori | 18’ Elyounoussi |

| Arbitro: | Klossner |

|           |           |              |
| Junior 3’ | Marcatori | 82’ Da Silva |

| Arbitro: | Fähndrich |

|  |           |           |
|  | Marcatori | 64’ Janko |

| Arbitro: | Hänni |

|                                  |           |                                      |
| Djuricin 25’ Kodro 48’, 61’, 88’ | Marcatori | 38’, 69’ (rig.) Junior 33’ Cvetković |

| Arbitro: | Jaccottet |

|                          |           |               |
| Sabbatini 18’ Junior 86’ | Marcatori | 90+4’ Aratore |

| Arbitro: | Schärer |

|                          |           |  |
| Schürpf 43’ Demhasaj 51’ | Marcatori |  |

| Arbitro: | Erlachner |

|                           |           |  |
| Gerndt 64’ Manicone 90+4’ | Marcatori |  |

| Arbitro: | Tschudi |

|                                    |           |             |
| Ngamaleu 14’ Hoarau 55’ Sanogo 74’ | Marcatori | 5’ Krasniqi |

| Arbitro: | Klossner |

|             |           |                  |
| Mariani 69’ | Marcatori | 80’ Schönbächler |

### Coppa Svizzera
| Arbitro: | Schärli |

|  |           |                                                             |
|  | Marcatori | 46’, 73’ Junior 53’, 62’ Marzouk 85’ Manicone 87’ Sabbatini |

| Arbitro: | Bieri |

|  |           |              |
|  | Marcatori | 90+3’ Gerndt |

| Arbitro: | Jaccottet |

|                          |           |                                     |
| Aziri 90’ Gänsler 105+1’ | Marcatori | 46’ Marzouk 54’ Vécsei 118’ Črnigoj |

| Arbitro: | Bieri |

|                                  |                      |                                  |
| Sabbatini Mariani Čulina Ledesma | Tiri di rigore 1 – 3 | Basić Vilotić Andersen Bergström |

### Europa League

#### Fase a gironi
| Arbitro: | Tony Chapron |

|                                |           |                   |
| Einbinder 2’ Tzedek 60’ (rig.) | Marcatori | 67’ (aut.) Tzedek |

| Arbitro: | Serhij Bojko |

|             |           |                               |
| Bottani 14’ | Marcatori | 58’ Budescu 64’ Júnior Morais |

| Arbitro: | Srdjan Jovanović |

|                                   |           |                        |
| Bottani 63’ Junior 69’ Gerndt 88’ | Marcatori | 76’ Krmenčík 90’ Bakoš |

| Arbitro: | Jonathan Lardot |

|                                        |           |             |
| Krmenčík 4’, 19’ Hořava 45’ Čermák 56’ | Marcatori | 15’ Mariani |

| Arbitro: | Harald Lechner |

|            |           |  |
| Junior 50’ | Marcatori |  |

| Arbitro: | Nikola Dabanović |

|             |           |                       |
| Gnohéré 60’ | Marcatori | 3’ Daprelà 32’ Vécsei |

## Statistiche

### Statistiche di squadra
| Competizione   | Punti | In casa | In casa | In casa | In casa | In casa | In casa | In trasferta | In trasferta | In trasferta | In trasferta | In trasferta | In trasferta | Totale | Totale | Totale | Totale | Totale | Totale | DR  |
| Competizione   | Punti | G       | V       | N       | P       | Gf      | Gs      | G            | V            | N            | P            | Gf           | Gs           | G      | V      | N      | P      | Gf     | Gs     | DR  |
| -------------- | ----- | ------- | ------- | ------- | ------- | ------- | ------- | ------------ | ------------ | ------------ | ------------ | ------------ | ------------ | ------ | ------ | ------ | ------ | ------ | ------ | --- |
| Super League   | 42    | 18      | 6       | 3       | 9       | 19      | 25      | 18           | 6            | 3            | 9            | 19           | 30           | 36     | 12     | 6      | 18     | 38     | 55     | -17 |
| Coppa Svizzera | -     | 1       | 0       | 0       | 1       | 0       | 0       | 3            | 3            | 0            | 0            | 10           | 2            | 4      | 3      | 0      | 1      | 10     | 2      | +8  |
| Europa League  | 9     | 3       | 2       | 0       | 1       | 5       | 4       | 3            | 1            | 0            | 2            | 4            | 7            | 6      | 3      | 0      | 3      | 9      | 11     | -2  |
| Totale         | 51    | 22      | 8       | 3       | 11      | 24      | 29      | 24           | 10           | 3            | 11           | 33           | 39           | 45     | 18     | 6      | 21     | 57     | 68     | -11 |

### Andamento in campionato
| Giornata  | 1 | 2 | 3 | 4 | 5 | 6 | 7 | 8 | 9  | 10 | 11 | 12 | 13 | 14 | 15 | 16 | 17 | 18 | 19 | 20 | 21 | 22 | 23 | 24 | 25 | 26 | 27 | 28 | 29 | 30 | 31 | 32 | 33 | 34 | 35 | 36 |
| --------- | - | - | - | - | - | - | - | - | -- | -- | -- | -- | -- | -- | -- | -- | -- | -- | -- | -- | -- | -- | -- | -- | -- | -- | -- | -- | -- | -- | -- | -- | -- | -- | -- | -- |
| Luogo     | T | C | C | T | T | C | T | C | C  | T  | C  | T  | C  | T  | T  | C  | T  | C  | T  | T  | C  | C  | T  | C  | T  | C  | T  | C  | C  | T  | T  | C  | T  | C  | T  | C  |
| Risultato | P | P | N | V | N | V | P | P | P  | P  | P  | N  | V  | N  | V  | P  | V  | P  | V  | V  | V  | V  | P  | P  | P  | P  | P  | P  | N  | V  | P  | V  | P  | V  | P  | N  |
| Posizione | 7 | 9 | 7 | 7 | 8 | 5 | 6 | 9 | 10 | 10 | 10 | 10 | 9  | 10 | 7  | 8  | 7  | 9  | 7  | 7  | 4  | 4  | 5  | 7  | 7  | 7  | 8  | 9  | 8  | 6  | 8  | 7  | 8  | 6  | 7  | 8  |

Legenda:

Luogo: C = Casa; T = Trasferta. Risultato: V = Vittoria; N = Pareggio; P = Sconfitta.